# Oberschloss Bonfeld

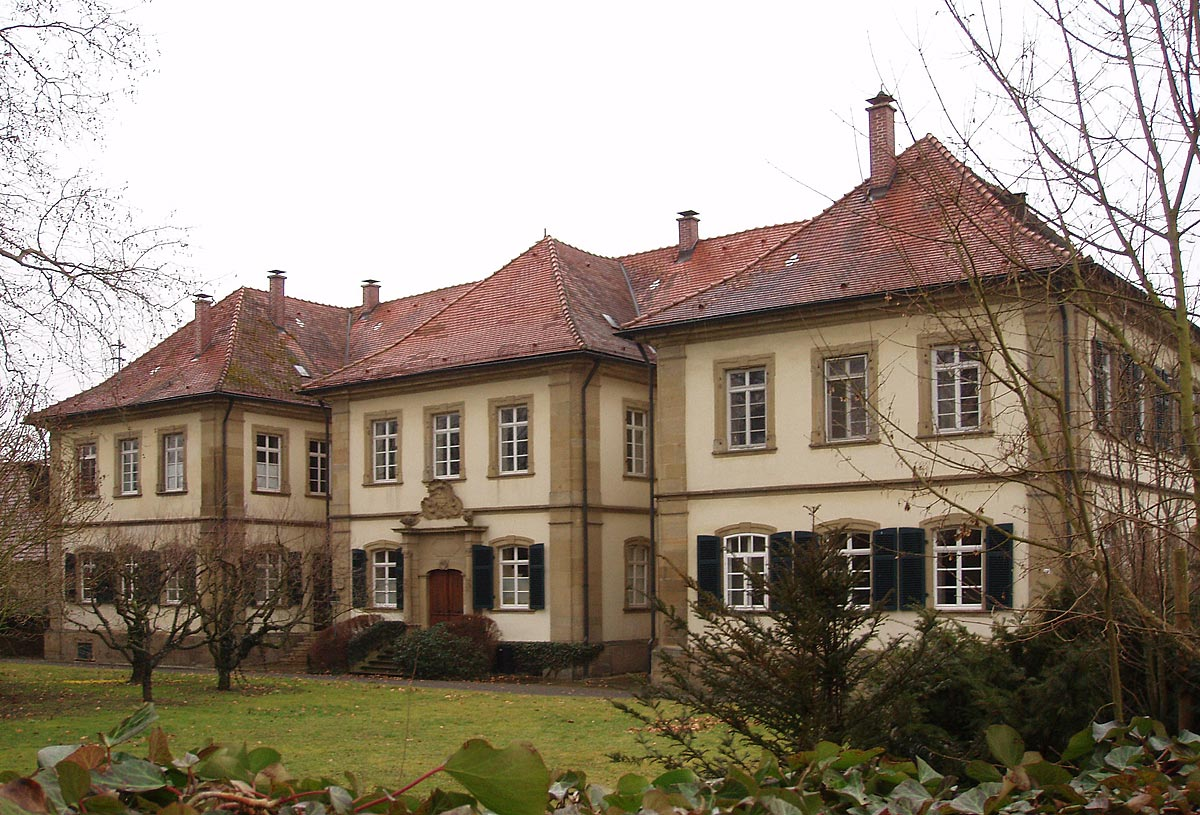
Oberschloss in Bonfeld, Ostfassade

Das Oberschloss in Bonfeld, einem Stadtteil von Bad Rappenau im Landkreis Heilbronn im nördlichen Baden-Württemberg, ist ein ab 1748 durch die Freiherren von Gemmingen erbautes Schloss an der Stelle einer mittelalterlichen Burg. Seinen Namen hat es von seiner Lage her, oberhalb des im 16. Jahrhundert erbauten Alten Schlosses.

## Geschichte

### Burg und Wasserschloss

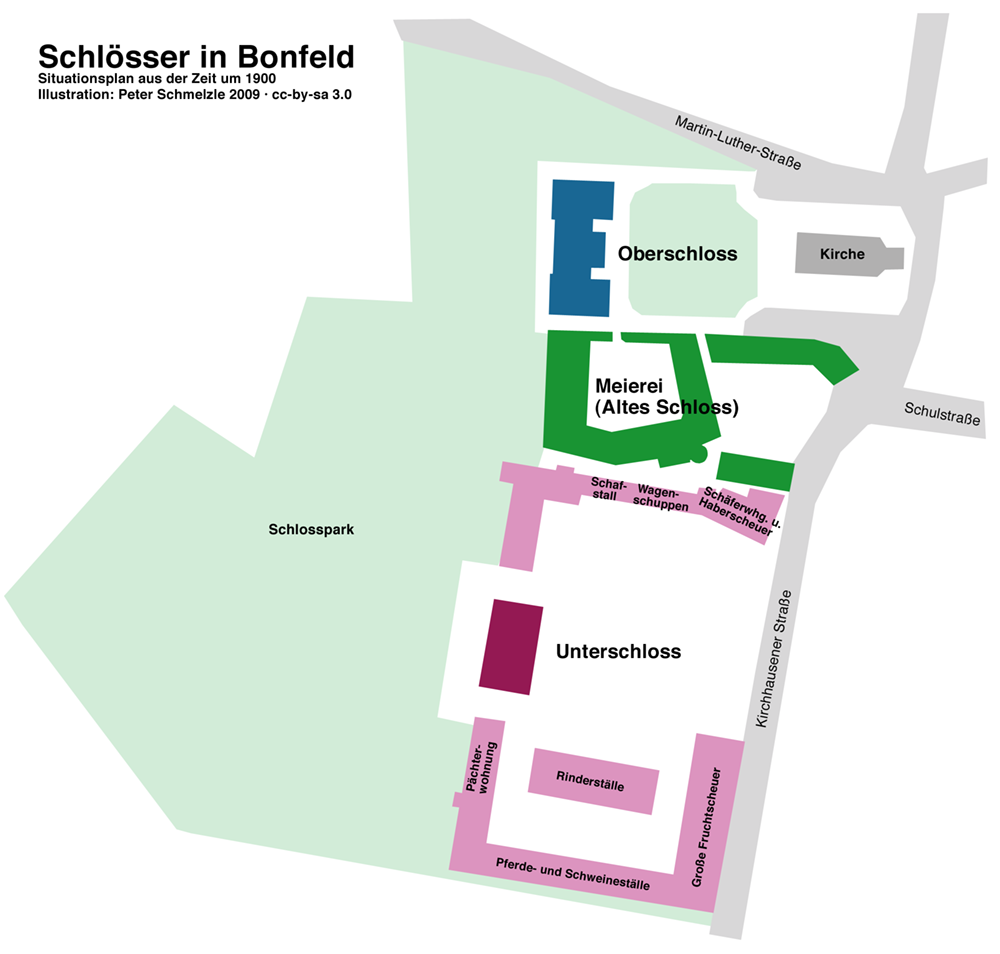
Die Schlösser in Bonfeld um 1900. Blau das Oberschloss an der Stelle der einstigen Burg, grün die aus dem Alten Schloss hervorgegangene Meierei, rot das Unterschloss.

In Bonfeld, das seit 1476 den Herren von Gemmingen gehörte, befand sich ursprünglich eine mittelalterliche Burg, über deren Entstehung und Aussehen nichts bekannt ist. Südlich der Burg wurde 1564 bis 1568 durch Philipp den Weisen ein renaissancezeitliches Wasserschloss errichtet. Vor allem in einer im Gemmingenschen Archiv auf Burg Hornberg verwahrten Reisebeschreibung des Johann Christoph Wolfskehlen, Hofmeister von Wolff Greck von Kochendorf, aus dem Jahr 1602 sind Gebäude und Inventar dieses Wasserschlosses ausführlich beschrieben. Nachdem das Wasserschloss im Dreißigjährigen Krieg verwüstet worden war, wurde es 1718 größtenteils abgerissen und an seiner Stelle unter Franz Reinhard von Gemmingen (1692–1751) ein neuer Bau (später Altes Schloss genannt) errichtet. Franz Reinhard hat sich durch den Schlossbau weiter verschuldet als er ohnehin schon war und musste 1736 einen Teil seines Bonfelder Besitzes an andere Angehörige der Familie verkaufen. Die alte Burg war unterdessen Amtssitz und Wohnhaus eines Amtmanns, war aber wohl auch durch Kriege und den Zahn der Zeit schon in Verfall geraten.

### Schlossneubau ab 1748

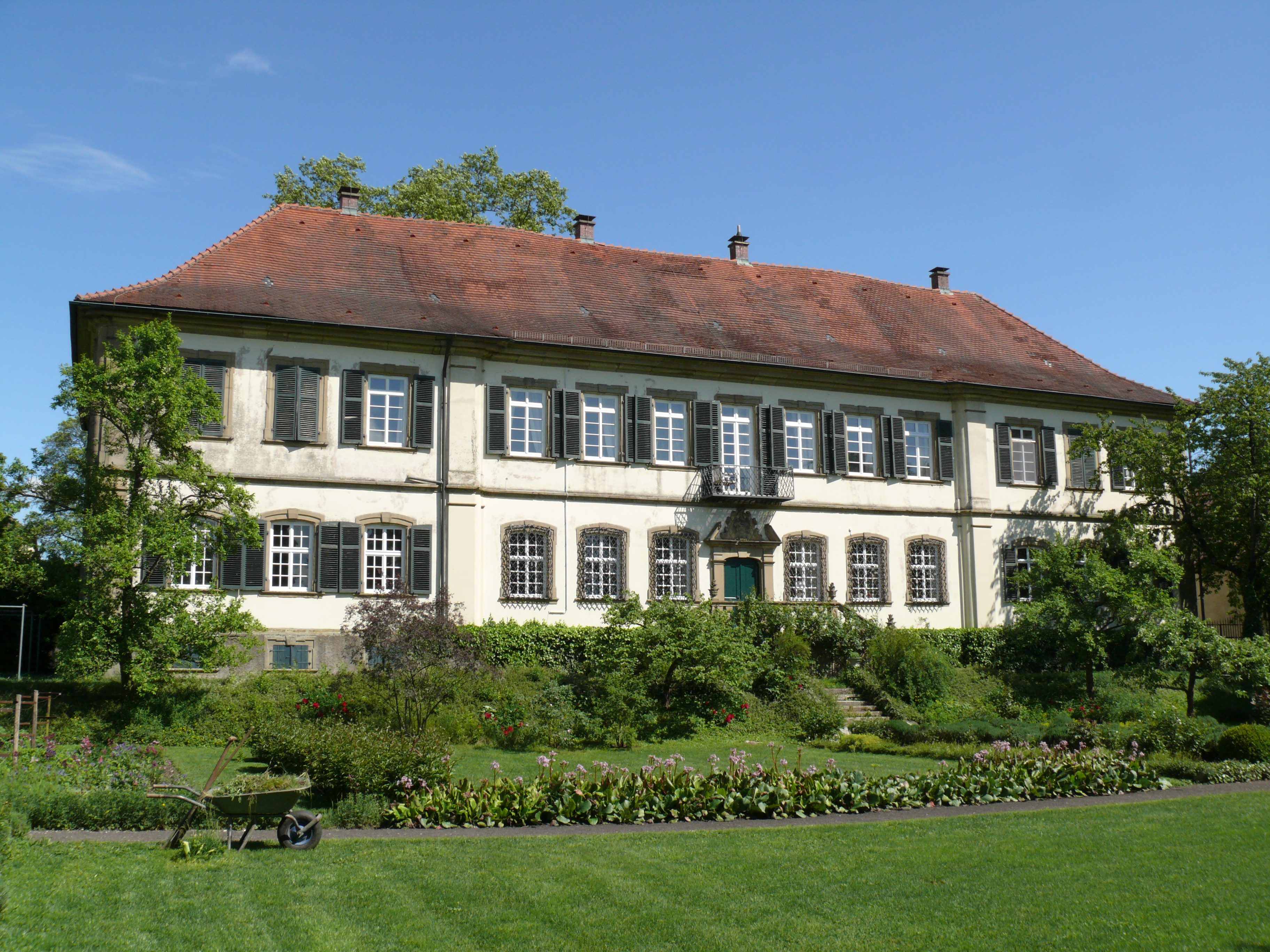
Westfassade des Oberschlosses

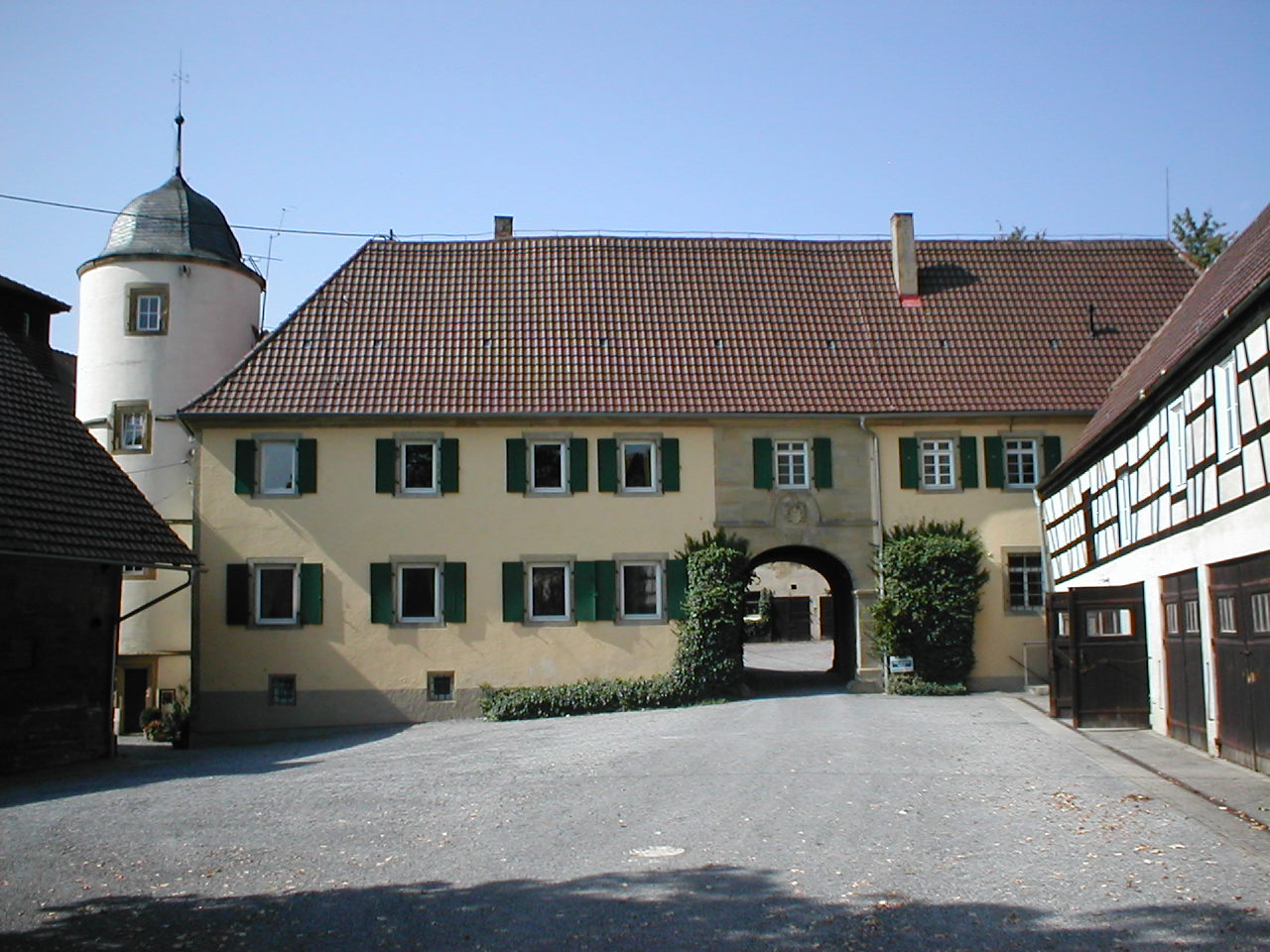
Meierei beim Oberschloss mit noch vom Alten Schloss herrührenden Treppenturm

1748 begannen Reinhard (1698–1773), Philipp von Gemmingen (1702–1785) und Karl Reinhard von Gemmingen mit dem Bau des Oberen Schlosses an der Stelle der mittelalterlichen Burg. Erste Pläne für den Schlossneubau stammten von Georg Philipp Wenger aus dem Jahr 1746 und waren sehr aufwendig ausgefallen, so dass sie vermutlich mit Hinblick auf die Baukosten nicht realisiert wurden. Stattdessen ließ man von dem baden-durlachschen Werkmeister Anton Schrotz aus Emmendingen neue Pläne fertigen, die dann auch die Grundlage für den Bau waren. Schrotz hatte mit Baukosten von 8621 Gulden gerechnet, was sich abschließend jedoch als zu niedrig kalkuliert erwies.
Der Schlossneubau begann im August 1748 mit dem Abriss der alten Burg. Zuerst riss man Mauern und Nebengebäude ab, um dort die Baugrube für den Keller des neuen Schlosses auszuheben, im August und September 1748 wurde das Wohngebäude der Burg vollends abgerissen. Sofern man Einrichtungsgegenstände und Baumaterialien nicht für den Neubau verwenden konnte, wurden sie versteigert. In den Urkunden haben sich auch zahlreiche Notizen über Diebstähle von Baumaterial erhalten. Die Abbruch- und Ausschachtarbeiten waren größtenteils durch die Bonfelder Untertanen in Fronarbeit zu leisten. Die Maurerarbeiten wurden an den Grombacher Steinhauer Johann Peter Moll vergeben, die Zimmerarbeiten an die Rappenauer Zimmerbrüder Korbacher, Kalk und Ziegel besorgte der Bonfelder Ziegler Lorenz Kreb.
Bis zum Einbruch des Winters 1748/49 war der Keller fertig gemauert und ein strohgedecktes Holzdach darüber als Schutzdach aufgeschlagen. Über den Winter ruhten die Arbeiten, da man witterungsbedingt weder Bauholz auf dem Neckar heranflößen noch Sand oder Steine aus Sandgruben und Steinbrüchen herankarren konnte.
Im April 1749 wurden die Bauarbeiten zunächst mit noch vom Vorjahr übriggebliebenen Steinen fortgesetzt, Bauholz traf jedoch erst Anfang Juni über den Neckar in Wimpfen ein. Philipp von Gemmingen, der sich zur Überwachung der Bauarbeiten nahe dem Neubau ein Gartenhaus hatte errichten lassen, wünschte die Fertigstellung des Rohbaus bis Ende 1749. Dies bereitete den ausführenden Werkmeistern insbesondere ein logistisches Problem, da für den Rohbau noch über 700 Fuhren Baumaterial (400 Fuhren Stein aus Grombach, 300 Fuhren Holz aus Wimpfen) angefahren werden mussten, die dafür benötigten Fuhrwerke aber zu Erntezeiten auch in der Landwirtschaft benötigt wurden und sich der Bauherr aus Kostengründen nicht zur Bereitstellung eines eigenen Fuhrmannszuges entschließen wollte. Nur unter Verpflichtung der Fuhrleute aus zahlreichen umliegenden Orten gelang der Transport von Steinen und Bauholz im geforderten Maß, so dass man schließlich am 6. November 1749 Richtfest feiern konnte. Der Winter 1749/50 begann recht mild, schließlich war bis zum Jahresende auch noch das Dach gedeckt.
Hatte man den Rohbau zeitnah vollbracht, so zog sich der Innenausbau über viele Jahre hin. Mit ein Grund dafür war u. a. die schlechte Qualität der vom Schreiner Kirchgässner aus Massenbachhausen geleisteten Zimmerarbeiten, die rasch wieder reparaturbedürftig waren und Anlass zu jahrelangen Streitigkeiten gaben. 1764 hatten die Baukosten 9000 Gulden betragen, die endgültige Fertigstellung des Schlosses war vermutlich jedoch erst später, da Philipp von Gemmingen 1774 von weiteren Kosten seitdem berichtete.

### Anlage von Baumschule und Gärtnerei

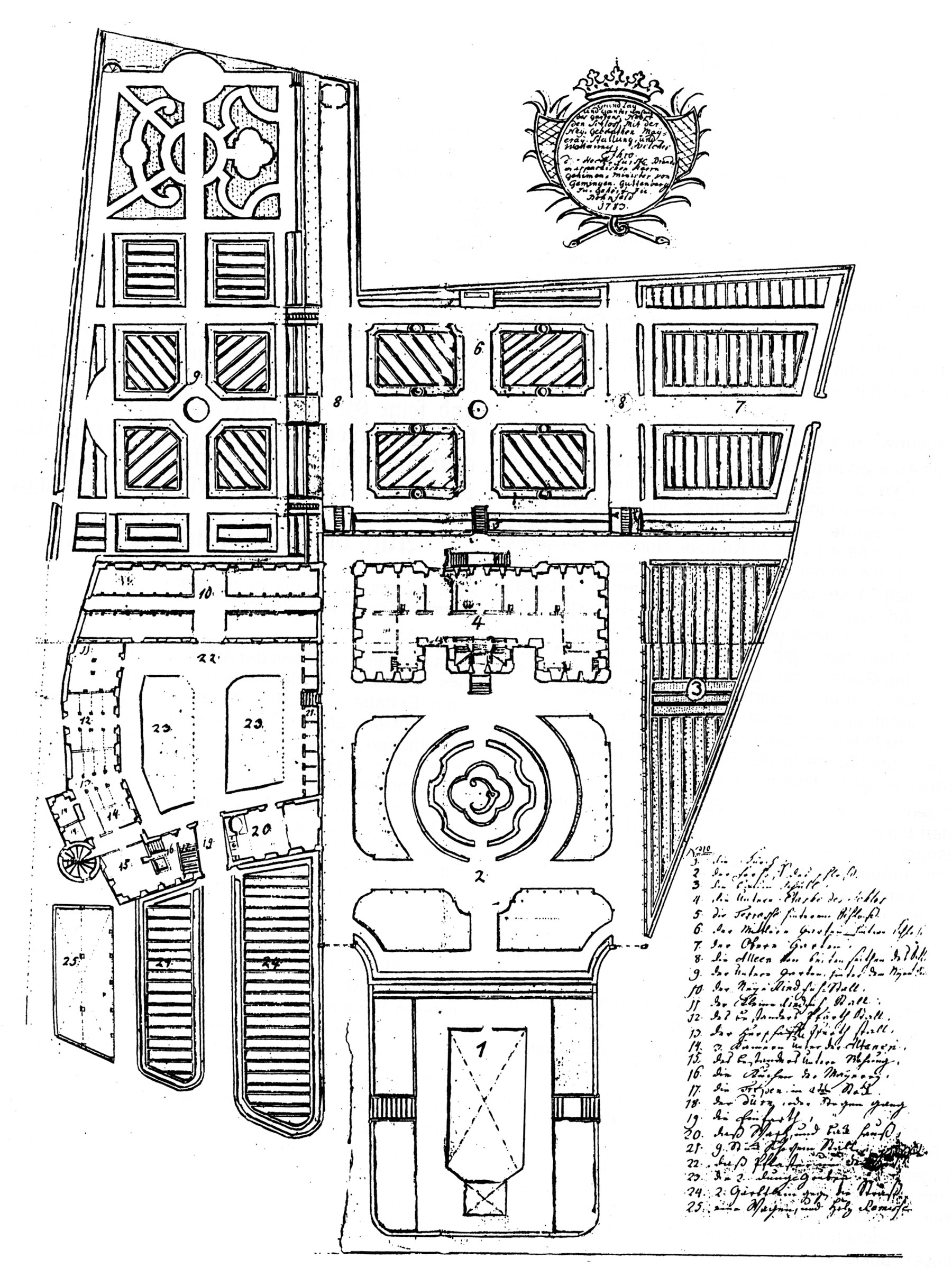
Bonfelder Oberschloss-Areal 1783

1776 fiel das Oberschloss infolge einer Erbteilung an Karl Friedrich Reinhard von Gemmingen (1739–1822), der wenig später das Alte Schloss zur Meierei umbauen und das ganze Areal ummauern ließ. Auf seine Anordnung hin wurden die Gartenflächen des Oberschlossareals ab 1778 durch den Gärtner Johann Michael Trips gestaltet.
Trips pflanzte 1778 zunächst 54 okulierte Apfelbäume aus Schweinfurt und Neubronn. 1779 pflanzte er weitere Apfel- und Birnbäume sowie Rosensträucher aus Frankreich, Kirschbäume aus hiesigem Wildwuchs sowie Apfel- und Birnenwildstämme, die er zu veredeln gedachte. 1781 berichtete Trips dem in Ansbach residierenden Schlossherrn, dass er die wegen Dürre eingegangenen Bäume ersetzt und weitere 70 selbstgezogene Bäume ausgesetzt habe. Der Baumbestand umfasste damals bereits 400 fruchtbare Bäume sowie einen Vorrat von weiteren 200 jungen Bäumen in der Baumschule. Außer aus eigener Zucht und den umliegenden Gegenden bezog Trips Pflanzen von Dominique Simon aus Straßburg sowie aus der kurfürstlichen Baumschule am Schwetzinger Schloss. Neben der Anzucht von Obstbäumen befasste sich Trips in der Schlossgärtnerei auch insbesondere mit dem Spargelanbau. Außerdem gediehen Schwarzwurzel, Artischocken, Melonen, Bohnen, Gurken und anderes. Zur Bewässerung des Gartens wurde ein 20 Schuh tiefer Pumpbrunnen im unteren Garten errichtet. Zur Anlage des Gartens waren 1778/79 noch verschiedene Tagelöhner beschäftigt, ab 1779 erledigte Trips dann die anfallenden Arbeiten unter Zuhilfenahme eines dafür eingestellten Gartenknechts.
In etwa zeitgleich mit dem Beginn der Obstzucht im Oberschloss begann Ludwig Eberhard von Gemmingen mit dem Bau des angrenzenden Unterschlosses.

### Verkauf des Schlosses
Das Oberschloss blieb in Händen der Erben Karl Friedrich Reinhards, bis dessen Familienlinie 1940 mit Hans von Gemmingen-Guttenberg (1878–1940) im Mannesstamm erlosch. Der Besitz fiel an dessen Schwestern Marie Luise (1877–1945), verheiratet mit Edgar von Rotberg (1898–1932), und Luise (1880–1955), verheiratet mit Wilhelm von Saint-André. Deren Nachkommen, Hans von Rotberg (1899–1967) und Olga-Marie von Gemmingen-Guttenberg (1916–1990) veräußerten die Anlage in den Jahren 1951 bis 1958 mit den zugehörigen landwirtschaftlichen Flächen an die Familie Gebhard, deren Erben das Schloss bis heute bewohnen.

## Beschreibung
Das Oberschloss ist ein langgezogener Bau im Stil des ländlichen Barock, der durch Eckpilaster, Risalite und Gesimse gegliedert ist. Das Hauptportal befindet sich am Mittelrisaliten auf der Ostseite, nach Westen hin führt eine mit Balustraden geschmückte Treppe in den zugehörigen ummauerten Schlosspark. Auch das Treppenhaus im Gebäude ist ausladend angelegt und hat vasenbekrönte Balustraden.
Die südlich anschließende Meierei bildete ursprünglich einen zum Schloss hin offenen Wirtschaftshof und hat sich erst durch einen jüngeren nördlichen Querbau zu einem in sich geschlossenen Hof entwickelt.